# Pretty Peaches
Pretty Peaches («Привлекательная Пичиз») — американский порнографический комедийный фильм 1978 года режиссёра Алекса де Ренци, который считается одним из выдающихся фильмов эпохи Порношика.

## Сюжет
Главную роль — девушку по имени Пичиз (англ. Peaches, досл. «персики») — играет Дезри Кусто. Пичиз описывается как «взбалмошная беспечная женщина, которая весело погружается в жизнь без каких-либо забот». После посещения свадьбы отца (Джон Лесли) героиня попадает в автомобильную аварию и теряет сознание. Два парня находят её и пользуются ей. Затем, когда становится ясно, что у неё амнезия, предлагают помощь. Она решает сохранять улыбку, пока парни придумывают различные глупые схемы и обстоятельства.

## Описание
Фильм, вероятно, снят под влиянием романа Терри Саузерна и Мейсона Хоффенберга Candy, названного в честь произведения Вольтера «Кандид, или Оптимизм».
Фильм включает сексуальное насилие, в том числе лесбийское изнасилование и принудительную клизму в общественном туалете — эпизод, вырезанный из большинства видео-релизов. Релиз фильма на VHS компании Astronics/Telecine, Ltd. является полным и включает сцену принудительной клизмы. За роль в фильме в 1978 году Кусто получила награду Adult Film Association of America (AFAA) в категории «лучшая актриса».

## В ролях
- Дезри Кусто — Пичиз
- Джульетт Андерсон — Катя, домработница
- Лиза Сью Кори — свингер, брюнетка с короткими волосами
- Шарон Кейн — блондинка с Кидом
- Kathy Kaufman — сфингер, брюнетка с длинными волосами
- Джон Лесли — Хью
- Турк Лион — свингер с тёмными усами
- Джои Сильвера — Кид
- Пол Томас — психиатр
- Эйлин Уэллс — свингер, блондинка

## Список сцен
1. Дезри Кусто, Джои Сильвера
2. Флауэр, Джон Лесли
3. Дезри Кусто
4. Флауэр, Джульетта Андерсон, Джон Лесли
5. Дезри Кусто, Холли Макколл, Лиза Двайер, Мими Морган, Мин Джейд
6. Нэнси Хоффман, Шарон Кейн, Джои Сильвера
7. Дезри Кусто, Пол Томас
8. Дезри Кусто, Эйлин Уэллс, Флауэр, Кэти Кауфман, Лиза Сью Кори, Федра Грант, Блэр Харрис, Джои Сильвера, Джон Лесли, Кен Скаддер, Пол Томас, Терк Лион

## Премии
- Зал славы XRCO (1978)[8][9][9][10]
- Adult Film Association of America (1979) — лучшая актриса (Дезри Кусто)
- Adult Film Association of America (1979) — лучшая рекламная кампания (Les Natali)

## Сиквелы
Успех фильма породил два сиквела, оба срежиссировал также де Рензи: Pretty Peaches 2 (1988) и Pretty Peaches and the Quest (1991).